# FC Argeș Pitești
FC Argeș Pitești ist ein rumänischer Fußballverein aus Pitești. Er wurde zweimal rumänischer Fußballmeister und spielt seit 2025 in der Liga I, der höchsten rumänischen Fußballliga.

## Geschichte
FC Argeș Pitești wurde im Jahr 1953 auf Veranlassung des rumänischen Innenministeriums als Dinamo Pitești gegründet. Der Aufstieg des Vereins begann, als im Jahr 1959 die Mannschaft von Dinamo-Miliție Bukarest nach Pitești umgesiedelt wurde. In der Saison 1960/61 gelang der Aufstieg in die Divizia A. Nach dem sofortigen Abstieg in der Saison 1962/63 gelang der umgehende Wiederaufstieg und in der Saison 1964/65 mit dem Erreichen des rumänischen Pokalfinals gegen Știința Cluj der erste Erfolg. In der darauffolgenden Saison erreichte Dinamo den 4. Platz.
Im Jahr 1968 änderte Dinamo seinen Namen in FC Argeș Pitești, der auch heute noch Bestand hat. Im gleichen Jahr wurde Argeș Vizemeister hinter Steaua Bukarest. Nach einigen Jahren im unteren Mittelfeld wurde Argeș in der Saison 1971/72 erstmals rumänischer Fußballmeister und konnte in der darauffolgenden Saison im Europapokal der Landesmeister das Achtelfinale erreichen, in dem Argeș zwar als erster (und bislang einziger) rumänischer Verein Real Madrid schlug, aber dennoch ausschied.
In den 1970er-Jahren konnte Argeș zunächst Kontakt zur Spitze halten, fiel aber Mitte der 1970er-Jahre ins Mittelfeld zurück. Die letzten großen Erfolge feierte die Mannschaft in der Saison 1977/78 mit dem Gewinn der Vizemeisterschaft hinter Steaua Bukarest (und zwar punktgleich) und dem anschließenden zweiten Meistertitel in der Saison 1978/79. Im Europapokal der Landesmeister erreichte Argeș erneut nach einem Sieg gegen AEK Athen das Achtelfinale, musste sich dort aber dem späteren Sieger Nottingham Forest zwei Mal geschlagen geben.
Bis in die Mitte der 1980er-Jahre konnte sich Argeș zwar stets im Vorderfeld platzieren, ohne jedoch an die früheren Erfolge anknüpfen zu können. In der Saison 1987/88 begann der Kampf gegen den Abstieg, der schließlich in der Saison 1991/92 nicht mehr vermieden werden konnte. Nach zwei Jahren in der Divizia B gelang 1994 der Wiederaufstieg und in der Saison 1997/98 mit einem dritten Platz letztmals die Qualifikation für den UEFA-Pokal, an dem der Klub insgesamt fünf Mal teilnehmen konnte. Nach einigen Jahren im vorderen Mittelfeld und einigen Jahren im Abstiegskampf musste Argeș schließlich am Ende der Saison 2006/07 den Gang in die Liga II antreten. Trainer wurde der bisherige Spieler Ionuț Badea und mit ihm gelang in der Saison 2007/2008 der direkte Wiederaufstieg. Im April 2009 wurde bekannt, dass Vereinspräsident und -mäzen Cornel Penescu im Laufe der Saison mehrere Schiedsrichter bestochen hatte. Im Juni 2009 wurde daher von der Liga Profesionistă de Fotbal der Zwangsabstieg des Klubs in die Liga II beschlossen, der anschließende Einspruch wurde am 23. Juli 2009 abgelehnt.
Nach dem Ende der Zweitligahinrunde 2009/10 verließ Trainer Badea den Klub aus finanziellen Gründen, um den Erstligisten Internațional Curtea de Argeș zu trainieren, und wurde am 7. Januar 2010 durch Cristian Negru, den bisherigen Coach der zweiten Mannschaft ersetzt. Am 30. Juni 2010 wurde Ion Vlădoiu zum Nachfolger von Cristian Negru ernannt, nachdem der Verein den Aufstieg in die Liga 1 verpasst hatte. Aufgrund mangelnder finanzieller Unterstützung löste Vlădoiu seinen Vertrag aber bereits am 12. Juli 2010 wieder auf. Am 13. Juli 2010 ersetzte ihn Mihai Zamfir als Trainer, gab sein Amt am 29. Juli 2010 wegen schlechter Trainingsbedingungen auf. Am 30. Juli 2010 wurde schließlich Iordan Eftimie zum neuen Trainer ernannt. Nach einer enttäuschenden Saison, in der der Klub nur knapp dem Abstieg in die Liga III entging, wurde Iordan Eftimie am 9. Juni 2011 entlassen und durch den bisherigen Torwarttrainer Viorel Dumitrescu ersetzt.
2025 gelang dem Team als Meister der Liga II der Aufstieg in die höchste Spielklasse.

## Erfolge
- Rumänischer Meister: 1972, 1979
- Rumänischer Vizemeister: 1968, 1978
- Rumänischer Pokalfinalist: 1965
- Finalist im Balkanpokal für Vereinsmannschaften: 1985
- Achtelfinale im Messepokal: 1967
- Achtelfinale im Europapokal der Landesmeister: 1973, 1980

## Bekannte Spieler
- Ilie Bărbulescu
- Ion Barbu
- Constantin Cârstea
- Paul Codrea
- Dănuț Coman
- Nicolae Dică
- Nicolae Dobrin
- Constantin Gâlcă
- Ionel Gane
- Cristian Gheorghe
- Adrian Mutu
- Valentin Năstase
- Adrian Neaga
- Ștefan Preda
- Marin Radu
- Emil Săndoi
- Constantin Stancu
- Iulian Tameș
- Cristian Tănase
- Florin Tene
- Radu Troi
- Remus Vlad
- Ion Vlădoiu
- Mihai Zamfir

## Trainer
- Nicolae Dumitru (1988 bis 1989)
- Ion Moldovan (1996–1997, Oktober 2002 bis Dezember 2004)
- Sorin Cârțu (Anfang 2005 bis April 2006)
- Vasile Stan (April 2006 bis Juni 2006)
- Giuseppe Giannini (Juni 2006 bis Oktober 2006)
- Dorinel Munteanu (Oktober 2006 bis April 2007)
- Constantin Cârstea (April 2007 bis Juni 2007)
- Ionuț Badea (2007 bis 2009)
- Cristian Negru (2010)
- Ion Vlădoiu (2010)
- Mihai Zamfir (2010)
- Iordan Eftimie (2010 bis 2011)
- Viorel Dumitrescu (Juni 2011 bis Oktober 2012)
- Iulian Crivac (Oktober 2012 bis Juni 2013)
- Adrian Neaga (2015)